# 大当郎
大当郎（だいとうろう）と大蟷螂町（だいとうろうちょう）は愛知県名古屋市中川区にある町名。現行行政地名は大当郎一丁目から大当郎三丁目と大蟷螂町。住居表示未実施。

## 地理
名古屋市中川区の西部に位置し、大蟷螂町の東は中須町、西は助光、南は下之一色町、南西は一色新町・前田西町に接する。

### 河川
- 庄内川

## 歴史

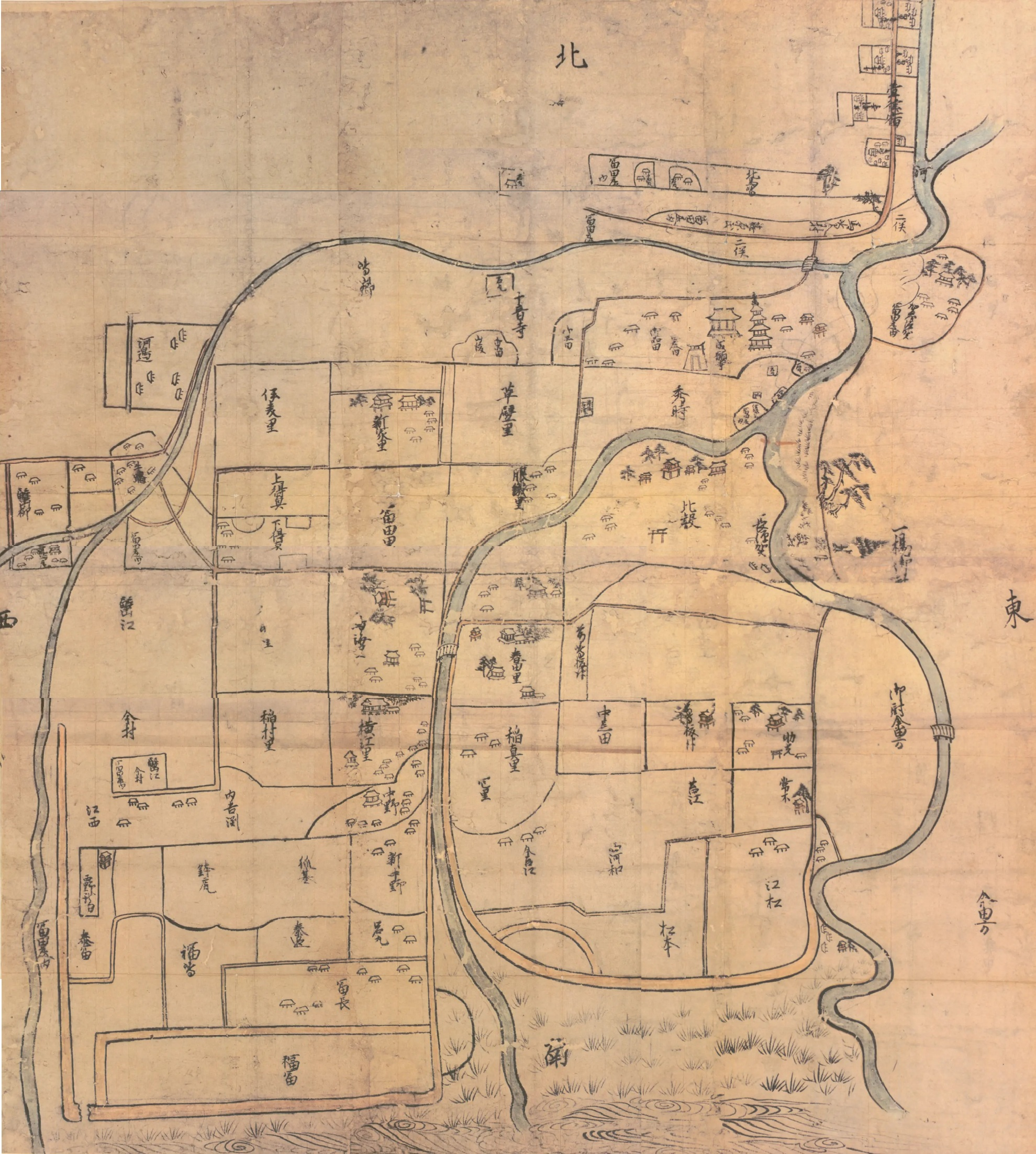
14世紀前半成立の富田庄絵図（円覚寺文書）。庄内川西岸の「常不」と記されているあたりが当地と推定される。

鎌倉期までは「常不」と称されていたらしく、14世紀前半成立の『富田荘絵図』では海東郡富田庄の一部として描かれている。「常不」とは中世において作付けされずに放置されている田畑で、年貢などの免除地のことを指すという。

### 町名の由来
江戸期の愛知郡大蟷螂村を前身とする。熱田神宮の宮大工が居住していたことにより、棟梁が転じたという説が有力とされるが、航行の目標としての大灯籠があり、それが転じたという説もあるという。

### 行政区画の変遷

#### 大蟷螂町
- 1889年（明治22年）10月1日 - 愛知郡大蟷螂村が合併により、同郡一柳村大字大蟷螂となる[1]。
- 1901年（明治34年）2月22日 - 合併により愛知郡御厨村大字大蟷螂となる[1]。
- 1906年（明治39年）5月10日 - 合併により愛知郡荒子村大字大蟷螂となる[1]。
- 1921年（大正10年）8月22日 - 合併により名古屋市南区大蟷螂町となる[1]。
- 1937年（昭和12年）10月1日 - 中川区編入により、同区大蟷螂町となる[1]。
- 1960年（昭和35年）11月22日 - 一部を下之一色町へ編入する[3]。
- 1982年（昭和57年）5月16日 - 一部が大当郎一～三丁目・一色新町一丁目・助光三丁目となり、一部を下之一色町へ編入する[3][4]。
- 1985年（昭和60年）8月11日 - 一部を前田西町三丁目へ編入する[4]。

#### 大当郎
- 1982年（昭和57年）5月16日 - 中川区大蟷螂町の一部により同区大当郎一丁目・大当郎三丁目、大蟷螂町および下之一色町の各一部により大当郎二丁目がそれぞれ成立[1]。
- 1984年（昭和59年）2月11日 - 中川区富田町大字助光の一部が同区大当郎二丁目に編入される[1]。
- 1985年（昭和60年）8月11日 - 中川区富田町大字前田の一部が同区大当郎一丁目・大当郎二丁目にそれぞれ編入される[1]。

## 世帯数と人口
2019年（平成31年）1月1日現在の世帯数と人口は以下の通りである。
| 丁目         | 世帯数    | 人口    |
| ------------ | --------- | ------- |
| 大当郎一丁目 | 241世帯   | 575人   |
| 大当郎二丁目 | 348世帯   | 832人   |
| 大当郎三丁目 | 639世帯   | 1,489人 |
| 計           | 1,228世帯 | 2,896人 |

### 人口の変遷
国勢調査による人口および世帯数の推移。
| 1995年（平成7年）  | 718世帯 2215人  |  |
| 2000年（平成12年） | 839世帯 2450人  |  |
| 2005年（平成17年） | 935世帯 2612人  |  |
| 2010年（平成22年） | 1029世帯 2754人 |  |
| 2015年（平成27年） | 1103世帯 2814人 |  |

## 学区
市立小・中学校に通う場合、学校等は以下の通りとなる。また、公立高等学校に通う場合の学区は以下の通りとなる。
| 町丁・丁目   | 番・番地等 | 小学校                 | 中学校               | 高等学校 |
| ------------ | ---------- | ---------------------- | -------------------- | -------- |
| 大当郎一丁目 | 全域       | 名古屋市立五反田小学校 | 名古屋市立一色中学校 | 尾張学区 |
| 大当郎二丁目 | 全域       | 名古屋市立五反田小学校 | 名古屋市立一色中学校 | 尾張学区 |
| 大当郎三丁目 | 全域       | 名古屋市立五反田小学校 | 名古屋市立一色中学校 | 尾張学区 |
| 大蟷螂町     | 全域       | 名古屋市立五反田小学校 | 名古屋市立一色中学校 | 尾張学区 |

## 施設
- 名古屋助光郵便局
- 五反田幼稚園
- 木薮公園

1987年（昭和62年）4月1日供用開始。
- 郷中公園

1977年（昭和52年）11月20日供用開始。
- 南川田公園

1979年（昭和54年）11月20日供用開始。
- 大当郎緑地

1983年（昭和58年）4月1日供用開始。

## その他

### 日本郵便
- 集配担当する郵便局は以下の通りである[WEB 14]。

| 町丁     | 郵便番号 | 郵便局     |
| -------- | -------- | ---------- |
| 大当郎   | 454-0943 | 中川郵便局 |
| 大蟷螂町 | 454-0944 | 中川郵便局 |

### WEB
1. 1 2 3  “町・丁目(大字)別、年齢(10歳階級)別公簿人口(全市・区別)”.   名古屋市 (2019年1月23日). 2019年1月23日閲覧。
2. 1 2  “郵便番号”.  日本郵便. 2019年2月10日閲覧。
3. 1 2  “市外局番の一覧”.   総務省. 2019年1月6日閲覧。
4. 1 2  “郵便番号”.  日本郵便. 2019年2月10日閲覧。
5. ↑  “中川区の町名一覧”.   名古屋市 (2015年10月21日). 2019年2月13日閲覧。
6. ↑  総務省統計局 (2014年3月28日). “平成7年国勢調査の調査結果(e-Stat) - 男女別人口及び世帯数 －町丁・字等” (CSV). 2021年7月20日閲覧。
7. ↑  総務省統計局 (2014年5月30日). “平成12年国勢調査の調査結果(e-Stat) - 男女別人口及び世帯数 －町丁・字等” (CSV). 2021年7月20日閲覧。
8. ↑  総務省統計局 (2014年6月27日). “平成17年国勢調査の調査結果(e-Stat) - 男女別人口及び世帯数 －町丁・字等” (CSV). 2021年7月21日閲覧。
9. ↑  総務省統計局 (2012年1月20日). “平成22年国勢調査の調査結果(e-Stat) - 男女別人口及び世帯数 －町丁・字等” (CSV). 2021年7月21日閲覧。
10. ↑  総務省統計局 (2017年1月27日). “平成27年国勢調査の調査結果(e-Stat) - 男女別人口及び世帯数 －町丁・字等” (CSV). 2021年7月21日閲覧。
11. ↑  “市立小・中学校の通学区域一覧”.   名古屋市 (2018年11月10日). 2019年1月14日閲覧。
12. ↑  “平成29年度以降の愛知県公立高等学校（全日制課程）入学者選抜における通学区域並びに群及びグループ分け案について”.   愛知県教育委員会 (2015年2月16日). 2019年1月14日閲覧。
13. 1 2 3 4  “都市公園の名称、位置及び区域並びに供用開始の期日” (2019年5月1日). 2019年11月3日閲覧。
14. ↑  郵便番号簿 平成29年度版 - 日本郵便. 2019年02月10日閲覧 (PDF)

### 書籍
1. 1 2 3 4 5 6 7 8 9  名古屋市計画局 1992, p. 817.
2. ↑  名古屋市計画局 1992, p. 467.
3. 1 2  名古屋市計画局 1992, p. 834.
4. 1 2  名古屋市計画局 1992, p. 833.